# Aapuaoja
De Aapuaoja is een beek in het noorden van Zweden, dicht bij de grens met Finland, en stroomt door de gemeente Övertorneå. Övertorneå ligt op een kilometer van de Torne älv, de grens met Finland. De beek ontstaat uit de moerassen in dit gebied en stroomt noordwaarts om haar water na ongeveer vijf kilometer af te leveren bij haar grote broer, de rivier de Aapua. De beek stroomt door onbewoond gebied. De Aapuaoja hoort bij het stroomgebied van de Torne älv.
Aapuaoja → Aapua → Pentäsrivier → Torne älv → Botnische Golf